# اسکیاتوس
اسکیاتوس (به یونانی: Σκιάθος) جزیره‌ای کوچک در شمال‌غربی دریای اژه است. این جزیره وسعتی حدود ۱۲ کیلومتر مربع (۷ مایل) و بر طبق سرشماری سال ۲۰۱۱ میلادی دارای جمعیت ۶٬۰۸۸ نفراست. این جزیره یکی از محل‌های اصلی ناوگان‌های خشایارشا در طی جنگ‌های ایران و یونان بوده‌است.
در سال ۱۷۰۴ میلادی نیز شماری از راهبان کوه آتوس در این جزیره صومعهای را بنا کردند که بعدها این صومعه با پنهان کردن بسیاری از شورشیان، نقش مهمی در جنگ‌های استقلال یونان را ایفا کرد.

## نگارخانه

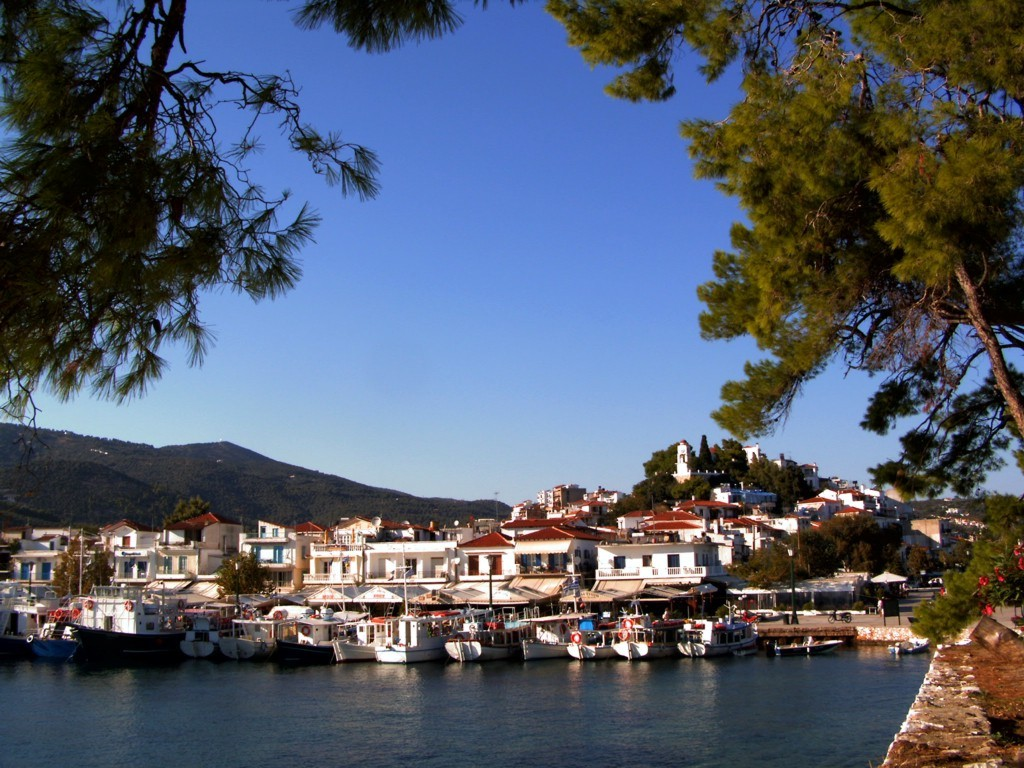
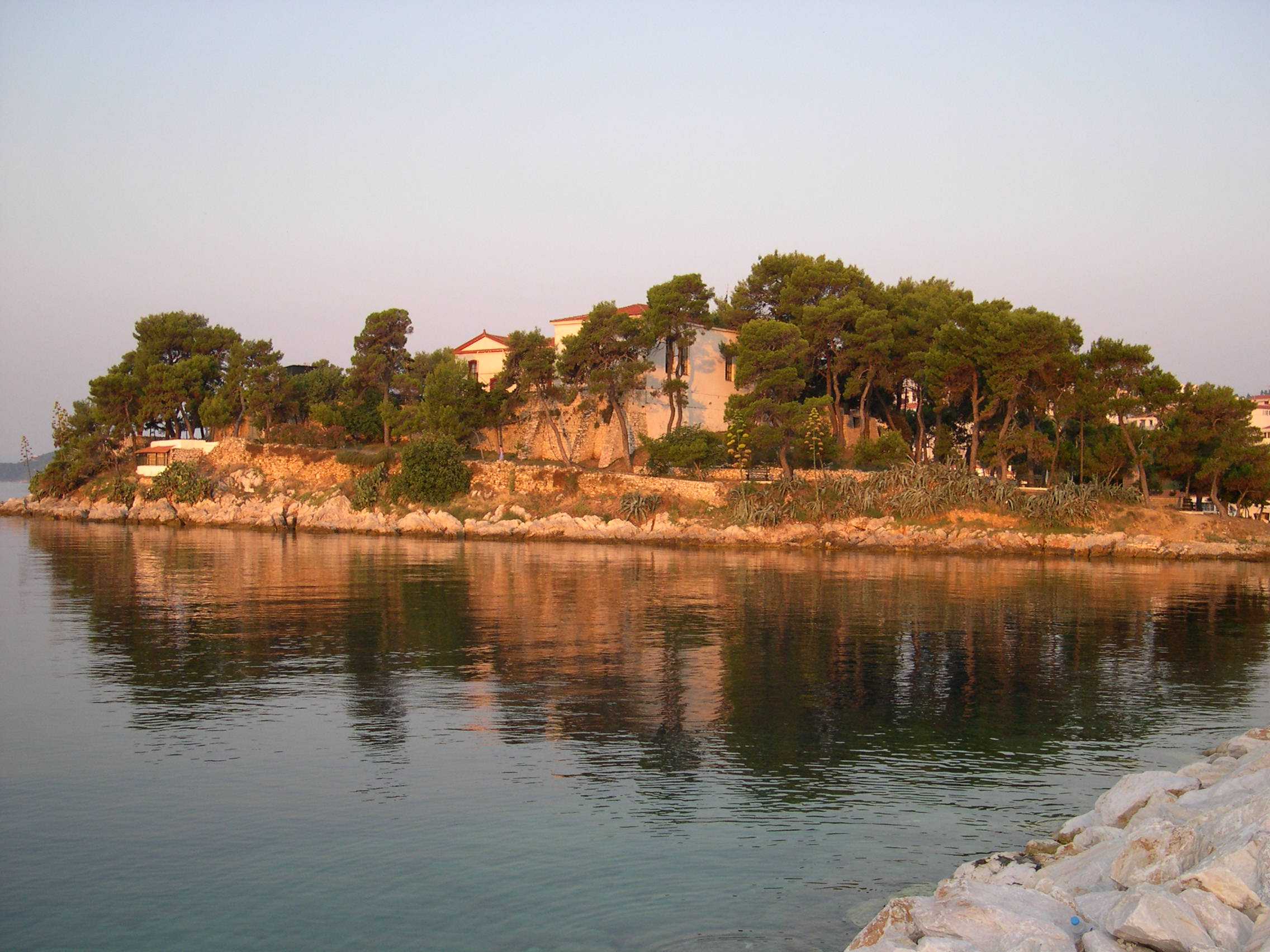
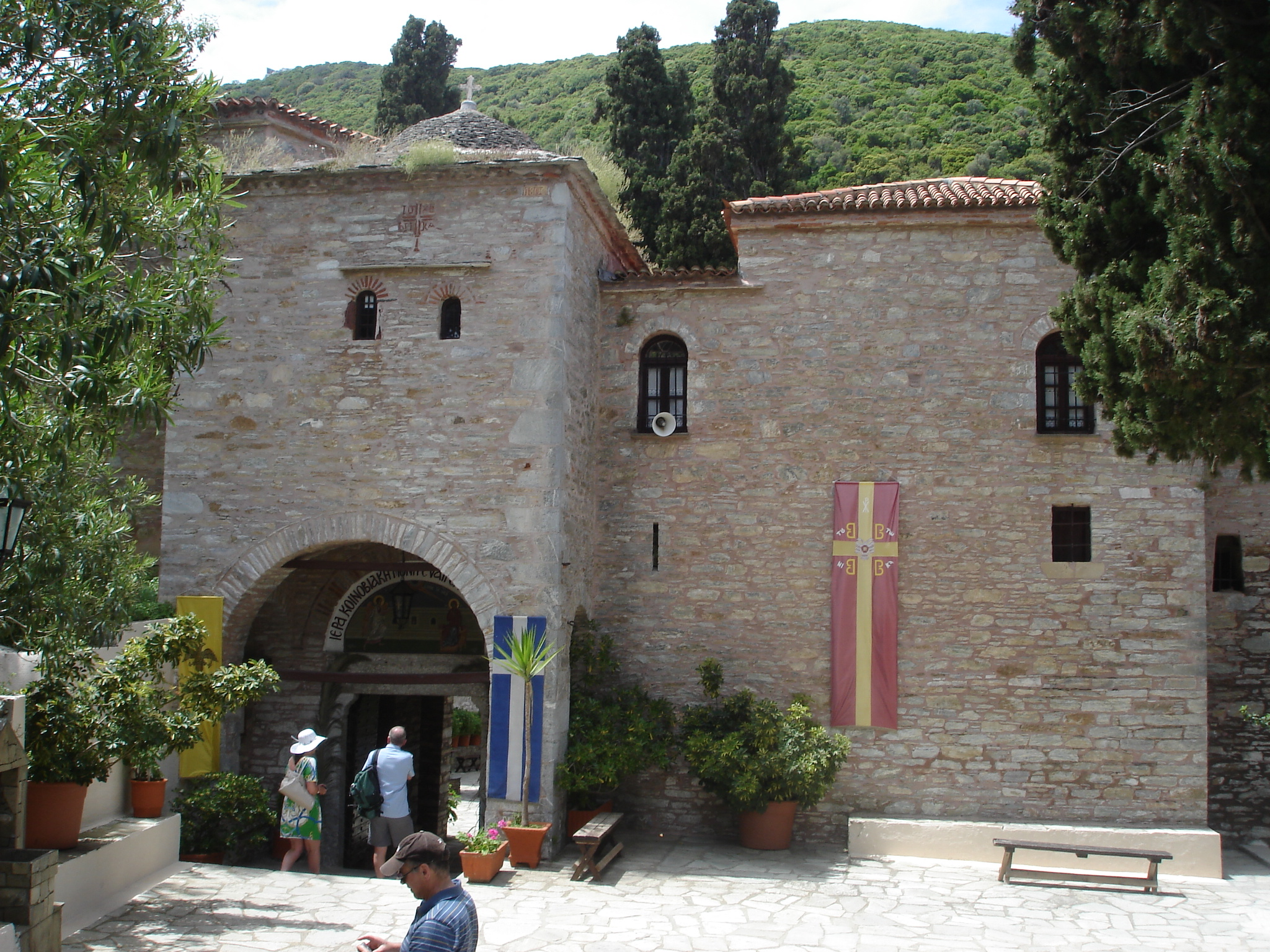
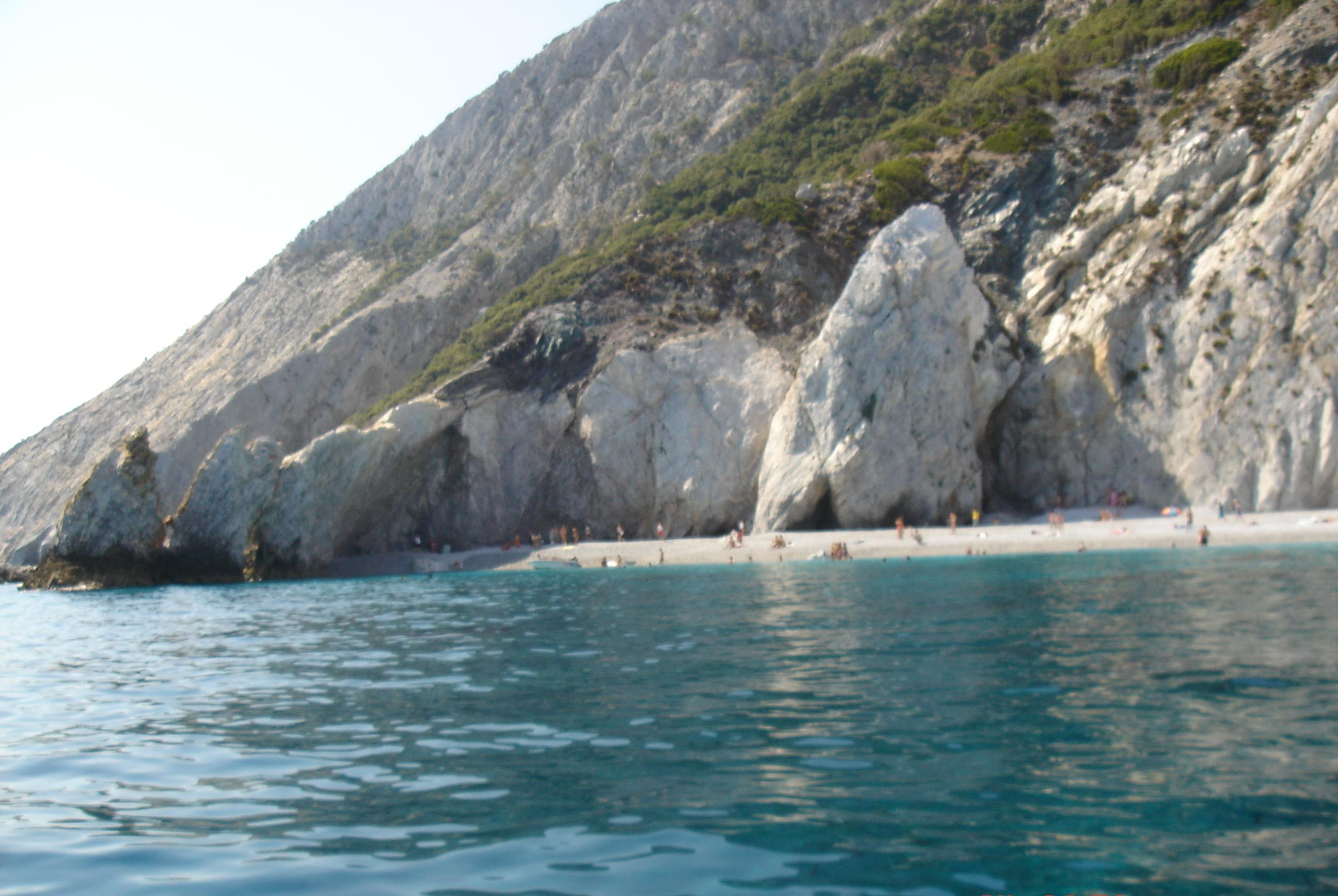
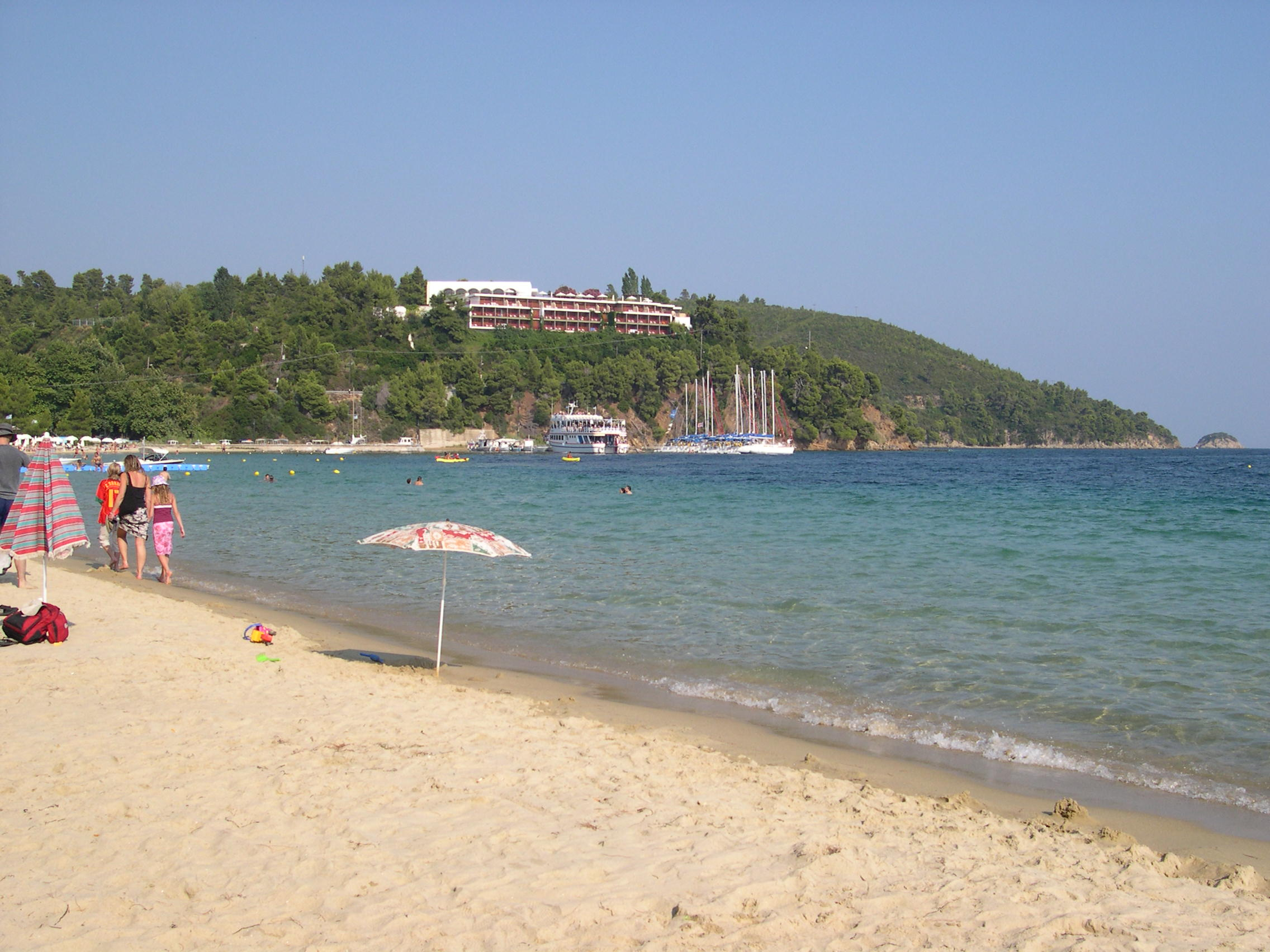
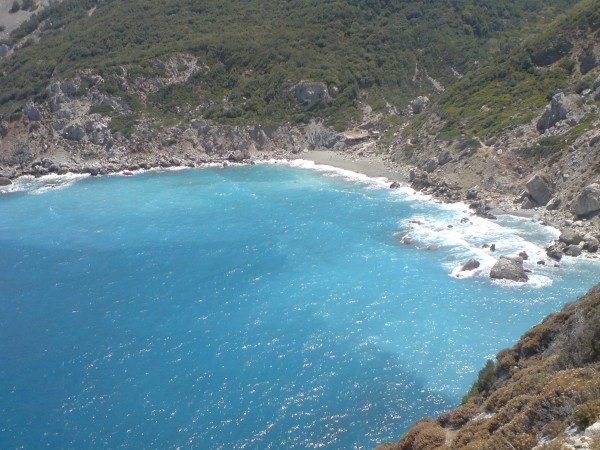